# هوچ فولن
هوچ فولن (به لاتین: Hoch Fulen) یک کوه در سوئیس است که در کانتون آوری واقع شده‌است. هوچ فولن ۲٬۵۰۶ متر بالاتر از سطح دریا واقع شده‌است.